# Satirijaza
Satirijaza je poremećaj hiperseksualnosti kod muškaraca i spolni nagon je trajno i neprirodno pojačan. Potreba za snošajem ili masturbacijom je svakodnevna i u početnom stadiju ne mora predstavljati problem, ali ako se pretvori u ovisnost, može se poistovjetiti s ovisnošću o drogama. Osjećaji im se razlikuju od osjećaja drugih, te se ne mogu vezati za jednu partnericu nego nagonski traže čim više žena za spolne odnose.
Hiperseksualnost se kod žena naziva nimfomanija.